# العلاقات الأرمينية الفيجية
العلاقات الأرمينية الفيجية هي العلاقات الثنائية التي تجمع بين أرمينيا وفيجي.

## مقارنة بين البلدين
هذه مقارنة عامة ومرجعية للدولتين:
| وجه المقارنة                                              | أرمينيا                    | فيجي                                                                 |
| --------------------------------------------------------- | -------------------------- | -------------------------------------------------------------------- |
| المساحة (كم2)                                             | 29.74 ألف                  | 18.27 ألف                                                            |
| عدد السكان (نسمة)                                         | 2.93 مليون                 | 915.30 ألف                                                           |
| الكثافة السكانية (ن./كم²)                                 | 98.52                      | 50.1                                                                 |
| العاصمة                                                   | يريفان                     | سوفا                                                                 |
| اللغة الرسمية                                             | لغة أرمنية                 | لغة إنجليزية، اللغة الفيجية، اللغة الفيجي الهندية، اللغة الهندستانية |
| العملة                                                    | درام أرميني                | دولار فيجي                                                           |
| الناتج المحلي الإجمالي (بليون دولار)                      | 11.54 مليار                | 5.06 مليار                                                           |
| الناتج المحلي الإجمالي (تعادل القوة الشرائية) بليون دولار | 25.41 مليار                | 8.32 مليار                                                           |
| الناتج المحلي الإجمالي الاسمي للفرد دولار أمريكي          | 3.49 ألف                   | 4.96 ألف                                                             |
| الناتج المحلي الإجمالي للفرد دولار أمريكي                 | 8.07 ألف                   | 8.79 ألف                                                             |
| مؤشر التنمية البشرية                                      | 0.743                      | 0.727                                                                |
| رمز المكالمات الدولي                                      | +374                       | +679                                                                 |
| رمز الإنترنت                                              | .am، .հայ ‏                 | .fj                                                                  |
| المنطقة الزمنية                                           | ت ع م+04:00، توقيت أرمينيا | ت ع م+12:00                                                          |

## منظمات دولية مشتركة
يشترك البلدان في عضوية مجموعة من المنظمات الدولية، منها:
| علم المنظمة | اسم المنظمة                               | تاريخ انضمام أرمينيا | تاريخ انضمام فيجي |
| ----------- | ----------------------------------------- | -------------------- | ----------------- |
|             | الاتحاد البريدي العالمي                   | ?                    | ?                 |
|             | بنك التنمية الآسيوي                       | 2005                 | 1970              |
|             | يونسكو                                    | 9 يونيو 1992         | 14 يوليو 1983     |
|             | البنك الدولي للإنشاء والتعمير             | 16 سبتمبر 1992       | 28 مايو 1971      |
|             | منظمة التجارة العالمية                    | 5 فبراير 2003        | ?                 |
|             | وكالة ضمان الاستثمار متعدد الأطراف        | 5 ديسمبر 1995        | 24 سبتمبر 1990    |
|             | الاتحاد الدولي للاتصالات                  | 30 يونيو 1992        | 5 مايو 1971       |
|             | منظمة الشرطة الجنائية الدولية             | ?                    | ?                 |
|             | مؤسسة التمويل الدولية                     | 18 أبريل 1995        | 12 يوليو 1979     |
|             | الأمم المتحدة                             | 2 مارس 1992          | 13 أكتوبر 1970    |
|             | مؤسسة التنمية الدولية                     | 25 أغسطس 1993        | 29 سبتمبر 1972    |
|             | منظمة حظر الأسلحة الكيميائية              | ?                    | ?                 |
|             | المركز الدولي لتسوية المنازعات الاستشارية | 16 أكتوبر 1992       | 10 سبتمبر 1977    |

## وصلات خارجية
- موقع وزارة الخارجية الأرمينية
- موقع وزارة الخارجية الفيجية